# Районний будинок культури (Охтирка)
Районний будинок культури (м. Охтирка, Сумська область) — пам'ятка архітектури місцевого значення, характерний зразок громадської будівлі повітового міста Лівобережної України початку ХХ століття.
Перший культурно-освітній заклад міста, зведений на честь 50-ти річчя скасування кріпосного права у 1914 році. Автор проєкту — уродженець Охтирки, інженер-будівельник залізничних доріг, архітектор Василь Григорович Яковлєв (1879—1961).
8 березня 2022 року будинок був пошкоджений російськими агресорами.

## Історія
На початку 1911 року мешканці Охтирки зібрали кошти на будівництво Народного дому на честь 50-річчя відміни кріпосного права. Був затверджений план будівництва за проєктом місцевого інженера-архітектора Василя Яковлєва, а вже за три роки в центрі міста з’явилася нова будівля в стилі ампір. 
Однак Народний дім не одразу став осередком культурного та освітнього життя. Розпочалася Перша світова війна. У серпні 1914 термінові повітові земські збори визнали за необхідне використовувати приміщення Народного дому під шпиталь. 
Після  революції в будівлі розміщувались різні громадські організації, У 1922 році Народний Дім змінив назву на «Сільбудинок», з 1930-х років — на «Будинок колективіста», потім дістав назву районний Будинок культури.
У закладі працювала низка мистецьких колективів. Популярними були духовий оркестр і хорова капела, в якій починав свій творчий шлях відомий український оперний співак Петро Білинник. 
1930 року тут було створено аматорський драматичний колектив — Охтирський український робітничо-колгоспний пересувний театр. На сцені закладу виступали видатні українські актори Наталія Ужвій та Амвросій Бучма. Художником-декоратором театру на початку 1940-х рр. працював уродженець Охтирки, всесвітньо відомий український письменник Іван Багряний, на честь якого на фасаді будинку встановлено барельєф.

## Стилістичний опис будівлі
Будівля цегляна, у плані прямокутна, витягнута по повздовжній осі. Центральну частину її займає глядацька зала зі сценою. Перед залою — вестибюль з двома сходами. Частина будівлі з вестибюлем — триповерхова, праве крило — одноповерхове, ліве — триповерхове, при чому третій поверх утворює кілька приміщень над північно-східною частиною будівлі. Під будівлею влаштовано підвал. Перекриття плоскі, балочні.
Фасади будинку оформлені в стилі ампір, з рустованими пілястрами і горизонтальними уступчастими карнизами на рівні перекриття першого поверху і в завершеннях стін по їх периметру. Віконні прорізи прямокутні, тільки в центральній частині головного фасаду на третьому поверсі, в арках — заокруглені. Центральна частина головного фасаду і бічні фасади триповерхового об' єму завершуються трикутними уступчастими фронтонами. Такі ж фронтони і над сценічною коробкою. Дах вальмовий, покрівля залізна.
Перед входом у вестибюль влаштовано тамбур з чотирма колонами перед входом, над ним розміщено балкон з огородженням у вигляді балясин. Маленький балкончик з фігурними чавунними ґратками влаштований і на третьому поверсі в центрі фасаду. Вхід на південному фасаді фланковано двома колонами. Над іншими бічними входами —одним на південному фасаді і двома на північному — влаштовані накриття на фігурних кованих кронштейнах.
Від первісного оздоблення в інтер'єрі зберігся ліпний декор: на стінах, в облямуванні дверних отворів і на стелі, в залі над порталом сцени — дві жіночі фігури, алегорії мистецтва; стеля у залі прикрашена по периметру кесонами, по центру — ліпний декоративний овал. Підлога з кольорової керамічної плитки. 

## Руйнування

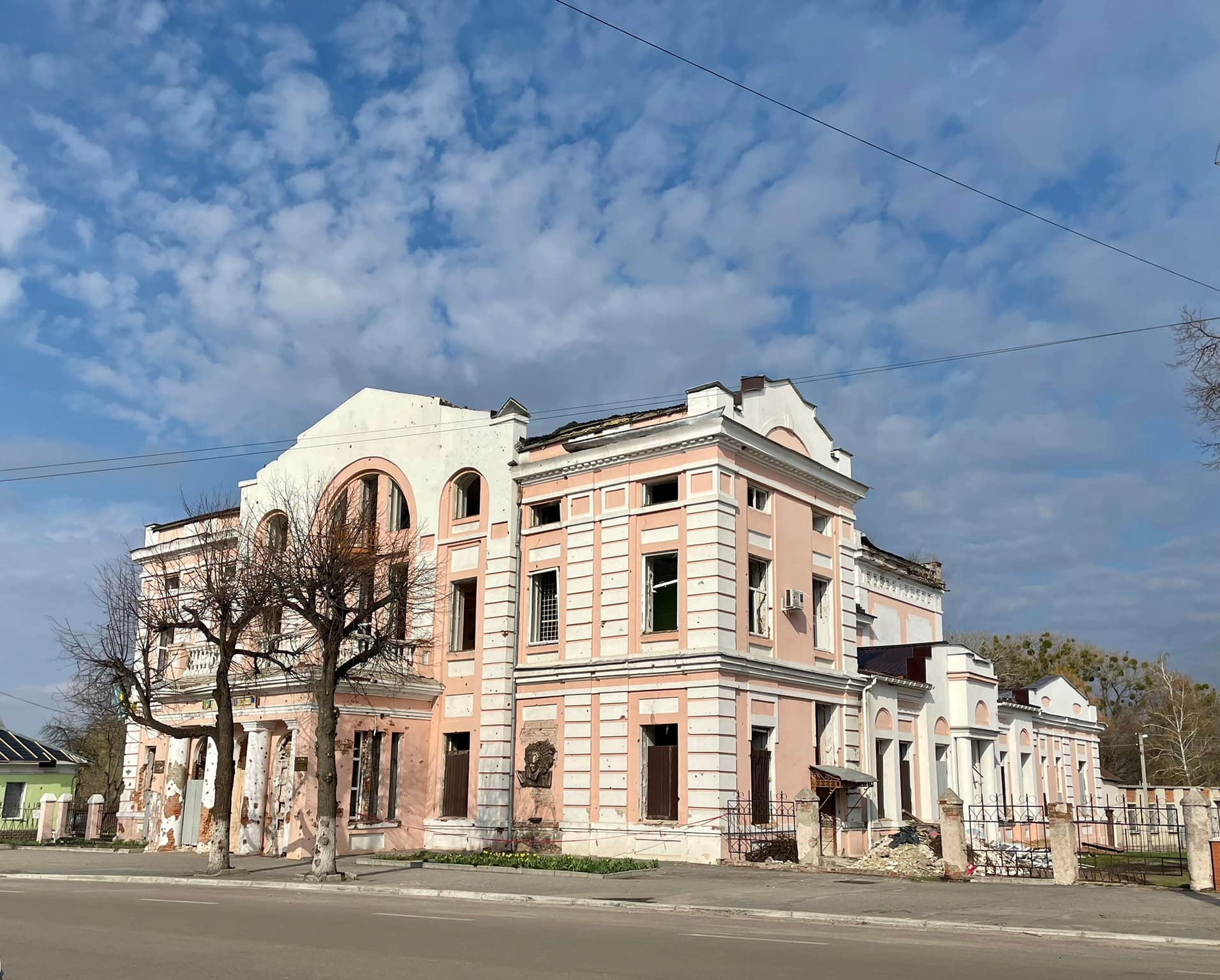
Пошкоджений РБК

Під час бомбардування центру Охтирки термобаричними бомбами 8 березня 2022 року будинок зазнав значних руйнувань. Вибухом було пошкоджено покрівлі: слухові вікна, цегляні фронтони, скати, частина металевого укриття. Майже повністю зруйновані двері та вікна.
Зазнали пошкоджень оригінальні елементи декору внутрішніх приміщень та фасаду будинку: карнизи, колони, пілястри, ліплення, декоративна кладка. 
За попередніми підрахунками кошторис відновлюваних та реставраційних робіт складає 4,7 млн гривень. Це демонтажні, будівельні, опоряджувальні, внутрішні, зовнішні, сантехнічні, електромонтажні роботи, відновлення системи опалення та вентиляції.